# Bindernheim
Bindernheim ist eine französische Gemeinde mit 1048 Einwohnern (Stand 1. Januar 2021) im Département Bas-Rhin in der Region Grand Est (bis 2015 Elsass). Auf der östlichen Seite verläuft der Rhein-Rhône-Kanal. Das Gemeindegebiet ist teils bewaldet.

## Geschichte
Der Ort wurde 681 als Birenheim erstmals schriftlich erwähnt. 

## Wappen
Blasonierung: In Rot eine silberne Rinke.

## Literatur

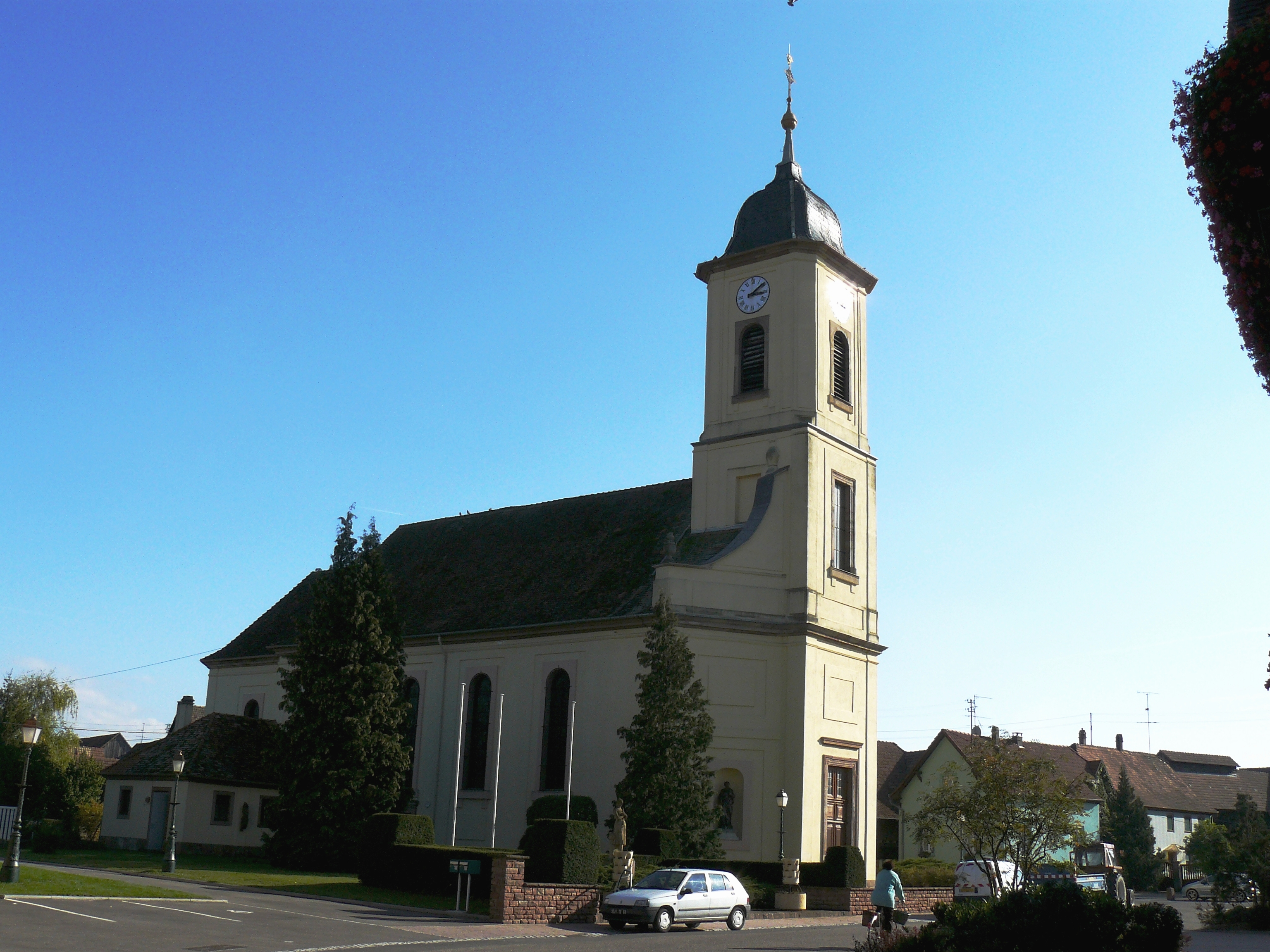
Kirche Saint-Ulrich

## Bevölkerungsentwicklung
| Jahr      | 1962 | 1968 | 1975 | 1982 | 1990 | 1999 | 2007 | 2017 |
| Einwohner | 684  | 708  | 720  | 707  | 690  | 750  | 860  | 1032 |